# Saint-Maixent

Saint-Maixent este o comună în departamentul Sarthe, Franța. În 2009 avea o populație de 772 de locuitori.